# John Scales
John Robert Scales (Harrogate, 4 luglio 1966) è un ex calciatore inglese, nazionale inglese.

## Carriera

### Club
Si è ritirato nel 2001.

### Nazionale
In nazionale ha giocato 3 partite, a cui vanno aggiunte 2 con l'Under-21, senza segnare goal.
Le tre gare furono tutte giocate nell'ambito del torneo amichevole Umbro Cup: esordì da titolare contro il Giappone, giocò gli ultimi 10 minuti contro la Svezia, entrando al posto di Gary Pallister, e tornò titolare contro il Brasile.

## Palmarès

### Club
- Coppa d'Inghilterra: 1

Wimbledon: 1987-1988
- Coppa di Lega inglese: 1

Liverpool: 1994-1995